# 315 Constantia
315 Constantia là một tiểu hành tinh cỡ nhỏ ở vành đai chính. Nó thuộc nhóm tiểu hành tinh Flora.
Tiểu hành tinh này do Johann Palisa phát hiện ngày 4.9.1891 ở Viên. Tên của nó có nghĩa là sự chung thủy.